# ابوظبی تی‌وی
ابوظبی تی‌وی (انگلیسی: Abu Dhabi TV), (عربی: قناة أبوظبی‎) یک کانال تلویزیون مستقر در امارات است که در ابتدا در سال ۱۹۶۹ راه اندازی شد. این محتوا را از ابوظبی، پایتخت امارات دولت عربی پخش می‌کند و متعلق به آبوظبی رسانه است.